# Comatulidae
Comatulidae zijn een familie van zeelelies uit de orde van de haarsterren (Comatulida).

## Onderfamilies en geslachten
- Comatellinae Summers, Messing, Rouse, 2014
  - Alloeocomatella Messing, 1995
  - Comatella A.H. Clark, 1908
  - Davidaster Hoggett & Rowe, 1986
  - Nemaster A.H. Clark, 1909
- Comatulinae
  - Capillaster A.H. Clark, 1909
  - Anneissia Summers, Messing, Rouse, 2014
  - Cenolia A.H. Clark, 1916
  - Clarkcomanthus Rowe, Hoggett, Birtles & Vail, 1986
  - Comanthus A.H. Clark, 1908
  - Comaster L. Agassiz, 1836
  - Comactinia A.H. Clark, 1909
  - Comatula Lamarck, 1816
  - Comatulella A.H. Clark, 1911
  - Neocomatella A.H. Clark, 1909
  - Aphanocomaster Messing, 1995
  - Comissia A.H. Clark, 1909
  - Phanogenia Lovén, 1866

De volgende geslachten zijn niet ingedeeld in een onderfamilie. De exacte positie van deze geslachten is vooralsnog onduidelijk ('incertae sedis').
- Comatilia A.H. Clark, 1909
- Comatulides A.H. Clark, 1918
- Palaeocomatella A.H. Clark, 1912
- Rowemissia Messing, 2001

Noot
Zolang het geslacht Comaster L. Agassiz, 1836 in dezelfde familie wordt geplaatst als Comatula Lamarck, 1816, is de familienaam Comasteridae A.H. Clark, 1909 een junior synoniem van Comatulidae Fleming, 1828.